# Hydra plagiodesmica
Hydra plagiodesmica is een hydroïdpoliep uit de familie Hydridae. De poliep komt uit het geslacht Hydra. Hydra plagiodesmica werd in 1968 voor het eerst wetenschappelijk beschreven door Dioni. 